# Bibliotekarz Roku

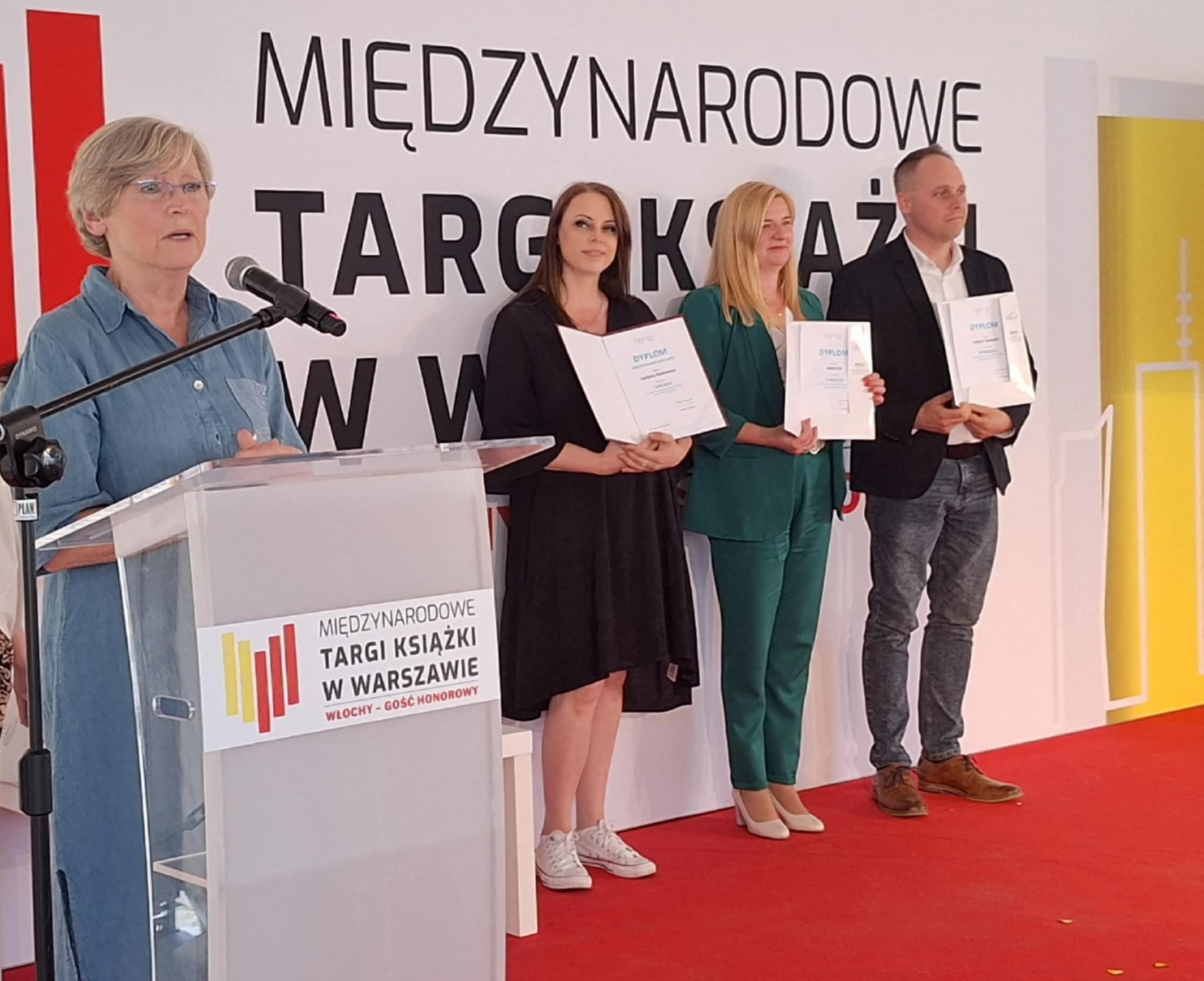
Gala wręczenia nagród w konkursie Bibliotekarz Roku 2023 (Targi Książki, Warszawa 2024)

Bibliotekarz Roku – konkurs organizowany przez Stowarzyszenie Bibliotekarzy Polskich, którego celem jest wyróżnienie pracowników bibliotek osiągających w swojej pracy ponadstandardowe wyniki.
Formuła Konkursu jest otwarta. Kandydaci mogą reprezentować wszystkie typy bibliotek, a oceniane dokonania dotyczą różnych obszarów aktywności zawodowej. Liczą się działania, nie stanowisko w bibliotece.

## Historia i znaczenie konkursu
Pomysłodawcą i organizatorem konkursu jest Stowarzyszenie Bibliotekarzy Polskich. Pierwsza edycja konkursu miała miejsce w 2011 roku.
Wcześniej znane już były plebiscyty lokalne, w których wybierano najlepszego bibliotekarza danego roku, jednak dopiero w 2011 roku zorganizowano ogólnopolski, do tej pory jedyny o tak szerokim zasięgu, konkurs.
Podstawowym celem konkursu jest promocja zawodu bibliotekarza. Jednocześnie SBP zależy na zwalczaniu negatywnych stereotypów o pracownikach bibliotek, dostrzeganiu wyjątkowych bibliotekarzy, poszukaniu autorytetów dla środowiska bibliotekarskiego. Laureaci udzielają wywiadów, ich sylwetki są prezentowane w prasie branżowej (np. „Bibliotekarz”) oraz w ogólnopolskich mediach. Nagroda ma charakter prestiżowy i finansowy.
W Stanach Zjednoczonych za odpowiednik takiego konkursu można uznać The Librarian of the Year Award organizowany od 1988 roku.

## Etapy konkursu
Konkurs składa się z dwóch etapów: okręgowego i ogólnopolskiego.
- Etap okręgowy organizowany jest przez zarządy okręgów SBP, które decydują o wyborze bibliotekarzy cieszących się największym uznaniem w swoich województwach.

- Etap ogólnopolski organizowany jest przez Zarząd Główny SBP. Spośród finalistów wybierany jest Bibliotekarz Roku w skali krajowej. Laureaci regionalni są oceniani na podstawie rankingów Okręgowych Kapituł Konkursu[1].

## Dotychczasowi Bibliotekarze Roku
- 2010 – Barbara Kuprel, starszy kustosz, kierownik Oddziału dla Dzieci i Młodzieży Biblioteki Publicznej w Mońkach[6],
- 2011 – Małgorzata Kępka, dyrektor Gminnej Biblioteki Publicznej w Koszarawie[7],
- 2012 – Anna Kulińska, nauczyciel bibliotekarz, kierownik biblioteki I Liceum Ogólnokształcącego im. B. Nowodworskiego w Krakowie[8][9],
- 2013 – Renata Pańka, starszy bibliotekarz, kierownik Filii nr 1 Miejskiej i Gminnej Biblioteki Publicznej Strzeleckego Ośrodka Kultury w Strzelcach Opolskich[8][10],
- 2014 – Witold Gagacki, dyrektor Miejskiej Biblioteki Publicznej im. W. Kętrzyńskiego w Kętrzynie[8][11][12],
- 2015 – Marta Kryś, starszy kustosz, kierownik Działu Instrukcyjno-Metodycznego Miejskiej Biblioteki Publicznej w Gliwicach[13][8],
- 2016 – Urszula Kopeć-Zaborniak, kustosz, dyrektor Miejskiej Biblioteki Publicznej w Cieszanowie[8][14],
- 2017 – Cecylia Judek, starszy kustosz, sekretarz naukowy Książnicy Pomorskiej im. Stanisława Staszica w Szczecinie[15][16].
- 2018 – Paweł Dobrzelecki, bibliotekarz, główny specjalista ds. promocji i marketingu w Miejskiej Bibliotece Publicznej im. Jerzego Fusieckiego w Zabrzu[17][18].
- 2019 – Karol Baranowski, bibliotekarz w Pedagogicznej Bibliotece Wojewódzkiej im. Hugona Kołłątaja w Krakowie[19][20],

- 2020 – Monika Machowicz, bibliotekarz w Krośnieńskiej Bibliotece Publicznej[21][22],
- 2021 – Magdalena Gomułka, starszy bibliotekarz, instruktor Biblioteki Śląskiej w Katowicach[23][24][25],
- 2022 – Dawid Kotlarek, dyrektor Biblioteki Publicznej w Świebodzinie[26][27][28],
- 2023 – Justyna Rudomina, nauczyciel bibliotekarz w Szkole Podstawowej nr 2 im. Jana Pawła II w Suchym Lesie[29][30][31],
- 2024 – Kamilla Marchewska, dyrektor Gminnej Biblioteki Publicznej w Zaborze[32].